# Delegat Rządu na Kraj
Delegat Rządu na Kraj – stojący na czele Delegatury Rządu na Kraj przedstawiciel Rządu RP na uchodźstwie w okupowanym kraju (od 1944 roku będący równocześnie wicepremierem w Rządzie RP na uchodźstwie).
Kompetencje Delegata Rządu określiła uchwała Komitetu Ministrów dla Spraw Kraju (KMSK) z 17 kwietnia 1940, która uznała „centralne porozumienie stronnictw” (Polityczny Komitet Porozumiewawczy), wyznaczyła zadaniem PKP: „...koordynowanie życia politycznego w kraju, utrzymywanie łączności z Rządem i decydowanie w sprawach politycznych, gospodarczych i społecznych. ...Delegat Rządu jest w zakresie spraw politycznych łącznikiem między Rządem a Krajem, współdziała ze stronnictwami, a nie kieruje nimi”.
Sprawy współpracy Delegata z wojskiem regulowały uchwały KMSK z 16 kwietnia 1940 i 10 kwietnia 1941. Przeprowadziły one rozdział wojska od polityki, zakazując Związkowi Walki Zbrojnej zajmowania się wszelką działalnością polityczną, natomiast zobowiązywały Delegata do pomocy ZWZ w zakresie podporządkowania Związkowi innych organizacji wojskowych. Delegat miał prawo, ewentualnie działając w porozumieniu z PKP, kontrolować budżet ZWZ, opiniować kandydatów do obsady stanowisk w Komendzie Głównej i komendach obszarów, udzielać dyrektyw politycznych Komendantowi Głównemu i otrzymywać okresowe informacje od niego o stanie organizacyjnym i działaniach Związku.
Od 25 maja do 14 grudnia 1940 przebywał w okupowanej Polsce Tymczasowy Delegat Rządu na Kraj Jan Skorobohaty-Jakubowski, którego zadanie polegało na wyborze odpowiedniego kandydata na Delegata Rządu i przygotowaniu jego misji.
W grudniu 1940 minister spraw wewnętrznych mianował delegatów: dla GG – Cyryla Ratajskiego (grudzień 1940 – sierpień 1942) i dla ziemi wcielonych do Niemiec – Adolfa Bnińskiego (lipiec 1940 – lipiec 1941). Po aresztowaniu Bniński został zastąpiony przez Leona Mikołajczyka. Funkcję trzeciego delegata, na ziemie wschodnie okupowane przez ZSRR, jakkolwiek bez oficjalnej nominacji pełnił Władysław Zych ps. „Szary” we Lwowie (do sierpnia 1941). Od roku 1942, po aresztowaniu Mikołajczyka, Delegaturą Rządu na Kraj kierował jeden delegat (z Warszawy), któremu podlegała sieć delegatur okręgowych (województwo) i powiatowych.
Biuro Delegata Rządu na Kraj składało się z Prezydium, w ramach którego działały: Sekcja Prezydialna, Sekcja Finansowo-Budżetowa, Sekcja Kontroli oraz Dział (Departament) Likwidacji Skutków Wojny.
Delegatami Rządu na Kraj byli:
- Jan Skorobohaty-Jakubowski od 25 maja do 14 grudnia 1940 (tymczasowo).
- Cyryl Ratajski od 3 grudnia 1940 do 5 sierpnia 1942.
- Jan Piekałkiewicz od 5 sierpnia 1942 do 19 lutego 1943
- Jan Stanisław Jankowski od 19 lutego 1943 (formalnie od 21 kwietnia 1943) do 27 marca 1945.
- Stefan Korboński od 27 marca 1945 do 28 czerwca 1945 (p.o.)
- Jerzy Braun od 28 czerwca 1945